# Pablo Rodríguez Cejas
Pablo Rodríguez Cejas, né le 28 janvier 1989, est un homme politique espagnol membre du Groupement indépendant d'El Hierro.

## Biographie

### Profession
Pablo Rodríguez Cejas est titulaire d'une licence en psycho-pédagogie obtenue à l'Université de La Laguna et d'un diplôme en magistère. Il possède un master en étude et intervention sociale dans l'immigration, le développement et les groupes vulnérables obtenue à l'Université de Grenade. Il est professeur.

### Activités politiques
En 2016, il devient secrétaire du Groupement indépendant d'El Hierro.
Le 20 décembre 2015, il est élu sénateur pour El Hierro au Sénat et réélu en 2016.
Au Sénat, il est porte-parole à la commission de l'Éducation et des Sports.